# 西岩
西岩，位于中国广东省汕头市潮阳区文光街道西门居委，现为潮阳区文物保护单位，类型为其他，公布时间为1985年11月22日。
西岩的历史年代为晋代。